# Liste der britischen Abgeordneten zum EU-Parlament (1989–1994)
Die Liste der britischen Abgeordneten zum EU-Parlament (1989–1994) listet alle britischen Mitglieder des 3. Europäischen Parlaments nach der Europawahl im Vereinigten Königreich 1989.

## Mandatsstärke der Parteien
- SOC: 46
- RBW: 1
- EVP: 1
- ED: 32
- NI: 1

- SPE: 46
- RBW: 1
- EVP-ED: 33
- NI: 1

| Nationale Partei                          | Mandate | Fraktion |
| ----------------------------------------- | ------- | --- |
| Labour Party                              | 45      | Sozialistische Fraktion (SOC)Fraktion der Sozialdemokratischen Partei Europas (SPE) (ab 21. April 1993)                             |
| Social Democratic and Labour Party (SDLP) | 1       | Sozialistische Fraktion (SOC)Fraktion der Sozialdemokratischen Partei Europas (SPE) (ab 21. April 1993)                             |
| Conservative Party (Cons)                 | 32      | Fraktion der Europäischen Demokraten (ED)Fraktion der Europäischen Volkspartei und europäischer Demokraten (EVP-ED) (ab Mai 1992)   |
| Scottish National Party (SNP)             | 1       | Regenbogenfraktion (RBW) |
| Ulster Unionist Party (UUP)               | 1       | Fraktion der Europäischen Volkspartei (EVP)Fraktion der Europäischen Volkspartei und europäischer Demokraten (EVP-ED) (ab Mai 1992) |
| Democratic Unionist Party (DUP)           | 1       | Fraktionslose Abgeordnete (NI) |
| Gesamt                                    | 81      | |

## Abgeordnete
| Bild | Name                  | von           | bis           | Partei       | Fraktion   | Anmerkungen                                  |
| ---- | --------------------- | ------------- | ------------- | ------------ | ---------- | -------------------------------------------- |
|      | Gordon Adam           | 25. Juli 1989 | 18. Juli 1994 | Labour Party | SOC/SPE    |                                              |
|      | Richard Balfe         | 25. Juli 1989 | 18. Juli 1994 | Labour Party | SOC/SPE    |                                              |
|      | Roger Barton          | 25. Juli 1989 | 18. Juli 1994 | Labour Party | SOC/SPE    |                                              |
|      | Christopher Beazley   | 25. Juli 1989 | 18. Juli 1994 | Cons         | EDEVP-ED   | Fraktionsfusion mit EVP-Fraktion im Mai 1992 |
|      | Peter Beazley         | 25. Juli 1989 | 18. Juli 1994 | Cons         | EDEVP-ED   | Fraktionsfusion mit EVP-Fraktion im Mai 1992 |
|      | Nicholas Bethell      | 25. Juli 1989 | 18. Juli 1994 | Cons         | EDEVP-ED   | Fraktionsfusion mit EVP-Fraktion im Mai 1992 |
|      | John Bird             | 25. Juli 1989 | 18. Juli 1994 | Labour       | SOC/SPE    |                                              |
|      | David Bowe            | 25. Juli 1989 | 18. Juli 1994 | Labour       | SOC/SPE    |                                              |
|      | Janey Buchan          | 25. Juli 1989 | 18. Juli 1994 | Labour       | SOC/SPE    |                                              |
|      | Bryan Cassidy         | 25. Juli 1989 | 18. Juli 1994 | Cons         | EDEVP-ED   | Fraktionsfusion mit EVP-Fraktion im Mai 1992 |
|      | Frederick Catherwood  | 25. Juli 1989 | 18. Juli 1994 | Cons         | EDEVP-ED   | Fraktionsfusion mit EVP-Fraktion im Mai 1992 |
|      | Ken Coates            | 25. Juli 1989 | 18. Juli 1994 | Labour       | SOC/SPE    |                                              |
|      | Kenneth Collins       | 25. Juli 1989 | 18. Juli 1994 | Labour       | SOC/SPE    |                                              |
|      | Peter Crampton        | 25. Juli 1989 | 18. Juli 1994 | Labour       | SOC/SPE    |                                              |
|      | Christine Crawley     | 25. Juli 1989 | 18. Juli 1994 | Labour       | SOC/SPE    |                                              |
|      | Margaret Daly         | 25. Juli 1989 | 18. Juli 1994 | Cons         | EDEVP-ED   | Fraktionsfusion mit EVP-Fraktion im Mai 1992 |
|      | Wayne David           | 25. Juli 1989 | 18. Juli 1994 | Labour       | SOC/SPE    |                                              |
|      | Alan Donnelly         | 25. Juli 1989 | 18. Juli 1994 | Labour       | SOC/SPE    |                                              |
|      | James Elles           | 25. Juli 1989 | 18. Juli 1994 | Cons         | EDEVP-ED   | Fraktionsfusion mit EVP-Fraktion im Mai 1992 |
|      | Michael Elliott       | 25. Juli 1989 | 18. Juli 1994 | Labour       | SOC/SPE    |                                              |
|      | Winifred Ewing        | 25. Juli 1989 | 18. Juli 1994 | SNP          | RBW        |                                              |
|      | Alex Falconer         | 25. Juli 1989 | 18. Juli 1994 | Labour       | SOC/SPE    |                                              |
|      | Glyn Ford             | 25. Juli 1989 | 18. Juli 1994 | Labour       | SOC/SPE    |                                              |
|      | Pauline Green         | 25. Juli 1989 | 18. Juli 1994 | Labour       | SOC/SPE    |                                              |
|      | Lyndon Harrison       | 25. Juli 1989 | 18. Juli 1994 | Labour       | SOC/SPE    |                                              |
|      | Michael Hindley       | 25. Juli 1989 | 18. Juli 1994 | Labour       | SOC/SPE    |                                              |
|      | Geoff Hoon            | 25. Juli 1989 | 18. Juli 1994 | Labour       | SOC/SPE    |                                              |
|      | Paul Howell           | 25. Juli 1989 | 18. Juli 1994 | Cons         | EDEVP-ED   | Fraktionsfusion mit EVP-Fraktion im Mai 1992 |
|      | Stephen Hughes        | 25. Juli 1989 | 18. Juli 1994 | Labour       | SOC/SPE    |                                              |
|      | John Hume             | 25. Juli 1989 | 18. Juli 1994 | SDLP         | SOC/SPE    |                                              |
|      | Caroline Jackson      | 25. Juli 1989 | 18. Juli 1994 | Cons         | EDEVP-ED   | Fraktionsfusion mit EVP-Fraktion im Mai 1992 |
|      | Christopher Jackson   | 25. Juli 1989 | 18. Juli 1994 | Cons         | EDEVP-ED   | Fraktionsfusion mit EVP-Fraktion im Mai 1992 |
|      | Edward Kellett-Bowman | 25. Juli 1989 | 18. Juli 1994 | Cons         | EDEVP-ED   | Fraktionsfusion mit EVP-Fraktion im Mai 1992 |
|      | Alfred Lomas          | 25. Juli 1989 | 18. Juli 1994 | Labour       | SOC/SPE    |                                              |
|      | David Martin          | 25. Juli 1989 | 18. Juli 1994 | Labour       | SOC/SPE    |                                              |
|      | Henry McCubbin        | 25. Juli 1989 | 18. Juli 1994 | Labour       | SOC/SPE    |                                              |
|      | Michael McGowan       | 25. Juli 1989 | 18. Juli 1994 | Labour       | SOC/SPE    |                                              |
|      | Anne McIntosh         | 25. Juli 1989 | 18. Juli 1994 | Cons         | EDEVP-ED   | Fraktionsfusion mit EVP-Fraktion im Mai 1992 |
|      | Hugh McMahon          | 25. Juli 1989 | 18. Juli 1994 | Labour       | SOC/SPE    |                                              |
|      | Edward McMillan-Scott | 25. Juli 1989 | 18. Juli 1994 | Cons         | EDEVP-ED   | Fraktionsfusion mit EVP-Fraktion im Mai 1992 |
|      | Tom Megahy            | 25. Juli 1989 | 18. Juli 1994 | Labour       | SOC/SPE    |                                              |
|      | James Moorhouse       | 25. Juli 1989 | 18. Juli 1994 | Cons         | EDEVP-ED   | Fraktionsfusion mit EVP-Fraktion im Mai 1992 |
|      | David Morris          | 25. Juli 1989 | 18. Juli 1994 | Labour       | SOC/SPE    |                                              |
|      | Stanley Newens        | 25. Juli 1989 | 18. Juli 1994 | Labour       | SOC/SPE    |                                              |
|      | Eddie Newman          | 25. Juli 1989 | 18. Juli 1994 | Labour       | SOC/SPE    |                                              |
|      | Bill Newton Dunn      | 25. Juli 1989 | 18. Juli 1994 | Cons         | EDEVP-ED   | Fraktionsfusion mit EVP-Fraktion im Mai 1992 |
|      | James Nicholson       | 25. Juli 1989 | 18. Juli 1994 | UUP          | EVP/EVP-ED | Fraktionsfusion mit ED-Fraktion im Mai 1992  |
|      | Christine Oddy        | 25. Juli 1989 | 18. Juli 1994 | Labour       | SOC/SPE    |                                              |
|      | Ian Paisley           | 25. Juli 1989 | 18. Juli 1994 | DUP          | NI         |                                              |
|      | Ben Patterson         | 25. Juli 1989 | 18. Juli 1994 | Cons         | EDEVP-ED   | Fraktionsfusion mit EVP-Fraktion im Mai 1992 |
|      | Henry Plumb           | 25. Juli 1989 | 18. Juli 1994 | Cons         | EDEVP-ED   | Fraktionsfusion mit EVP-Fraktion im Mai 1992 |
|      | Anita Pollack         | 25. Juli 1989 | 18. Juli 1994 | Labour       | SOC/SPE    |                                              |
|      | Derek Prag            | 25. Juli 1989 | 18. Juli 1994 | Cons         | EDEVP-ED   | Fraktionsfusion mit EVP-Fraktion im Mai 1992 |
|      | Peter Price           | 25. Juli 1989 | 18. Juli 1994 | Cons         | EDEVP-ED   | Fraktionsfusion mit EVP-Fraktion im Mai 1992 |
|      | Christopher Prout     | 25. Juli 1989 | 18. Juli 1994 | Cons         | EDEVP-ED   | Fraktionsfusion mit EVP-Fraktion im Mai 1992 |
|      | Patricia Rawlings     | 25. Juli 1989 | 18. Juli 1994 | Cons         | EDEVP-ED   | Fraktionsfusion mit EVP-Fraktion im Mai 1992 |
|      | Mel Read              | 25. Juli 1989 | 18. Juli 1994 | Labour       | SOC/SPE    |                                              |
|      | James Scott-Hopkins   | 25. Juli 1989 | 18. Juli 1994 | Cons         | EDEVP-ED   | Fraktionsfusion mit EVP-Fraktion im Mai 1992 |
|      | Barry Seal            | 25. Juli 1989 | 18. Juli 1994 | Labour       | SOC/SPE    |                                              |
|      | Madron Seligman       | 25. Juli 1989 | 18. Juli 1994 | Cons         | EDEVP-ED   | Fraktionsfusion mit EVP-Fraktion im Mai 1992 |
|      | Richard Simmonds      | 25. Juli 1989 | 18. Juli 1994 | Cons         | EDEVP-ED   | Fraktionsfusion mit EVP-Fraktion im Mai 1992 |
|      | Anthony Simpson       | 25. Juli 1989 | 18. Juli 1994 | Cons         | EDEVP-ED   | Fraktionsfusion mit EVP-Fraktion im Mai 1992 |
|      | Brian Simpson         | 25. Juli 1989 | 18. Juli 1994 | Labour       | SOC/SPE    |                                              |
|      | Alex Smith            | 25. Juli 1989 | 18. Juli 1994 | Labour       | SOC/SPE    |                                              |
|      | Llewellyn Smith       | 25. Juli 1989 | 18. Juli 1994 | Labour       | SOC/SPE    |                                              |
|      | Tom Spencer           | 25. Juli 1989 | 18. Juli 1994 | Cons         | EDEVP-ED   | Fraktionsfusion mit EVP-Fraktion im Mai 1992 |
|      | John Stevens          | 25. Juli 1989 | 18. Juli 1994 | Cons         | EDEVP-ED   | Fraktionsfusion mit EVP-Fraktion im Mai 1992 |
|      | George Stevenson      | 25. Juli 1989 | 18. Juli 1994 | Labour       | SOC/SPE    |                                              |
|      | Kenneth Stewart       | 25. Juli 1989 | 18. Juli 1994 | Labour       | SOC/SPE    |                                              |
|      | Jack Stewart-Clark    | 25. Juli 1989 | 18. Juli 1994 | Cons         | EDEVP-ED   | Fraktionsfusion mit EVP-Fraktion im Mai 1992 |
|      | Charles Strachey      | 25. Juli 1989 | 18. Juli 1994 | Cons         | EDEVP-ED   | Fraktionsfusion mit EVP-Fraktion im Mai 1992 |
|      | Gary Titley           | 25. Juli 1989 | 18. Juli 1994 | Labour       | SOC/SPE    |                                              |
|      | John Tomlinson        | 25. Juli 1989 | 18. Juli 1994 | Labour       | SOC/SPE    |                                              |
|      | Carole Tongue         | 25. Juli 1989 | 18. Juli 1994 | Labour       | SOC/SPE    |                                              |
|      | Amédée Turner         | 25. Juli 1989 | 18. Juli 1994 | Cons         | EDEVP-ED   | Fraktionsfusion mit EVP-Fraktion im Mai 1992 |
|      | Richard Fletcher-Vane | 25. Juli 1989 | 18. Juli 1994 | Cons         | EDEVP-ED   | Fraktionsfusion mit EVP-Fraktion im Mai 1992 |
|      | Michael Welsh         | 25. Juli 1989 | 18. Juli 1994 | Cons         | EDEVP-ED   | Fraktionsfusion mit EVP-Fraktion im Mai 1992 |
|      | Norman West           | 25. Juli 1989 | 18. Juli 1994 | Labour       | SOC/SPE    |                                              |
|      | Ian White             | 25. Juli 1989 | 18. Juli 1994 | Labour       | SOC/SPE    |                                              |
|      | Joe Wilson            | 25. Juli 1989 | 18. Juli 1994 | Labour       | SOC/SPE    |                                              |
|      | Terence Wynn          | 25. Juli 1989 | 18. Juli 1994 | Labour       | SOC/SPE    |                                              |